# Charlotte Regan
Charlotte Regan (1994, Hackney) es una directora de cine británica. Ha dirigido numerosos vídeos musicales y sus cortometrajes se han proyectado en los principales festivales de cine internacionales. En 2023, su primer largometraje Scrapper ganó el Gran Premio del Jurado en el Festival de Cine de Sundance de 2023.

## Biografía
Regan nació en Hackney  y creció en el norte de Londres con su madre y su abuela. Según una entrevista con The Guardian, parte de la infancia de Regan transcurrió con su abuela en una finca en Islington. Cuando era adolescente, también trabajó como paparazzi; fotografiar escenarios de películas como Skyfall le inspiró para convertirse en directora de cine. Comenzó a filmar promociones musicales cuando tenía 15 años y dirigió más de 200 de ellas, incluso para Mumford & Sons ("Beloved")  y para Stereophonics ("Fly Like an Eagle"). 
Las películas de Regan a menudo se caracterizan, como describe The Guardian, centrándose "en comunidades y personajes de clase trabajadora". Ha hablado en entrevistas sobre las barreras que enfrentan las personas de clase trabajadora en la industria cinematográfica y los privilegios de otros. 
Su primer cortometraje, Standby, se estrenó en el Festival Internacional de Cine de Toronto (TIFF). Ambientada íntegramente en un coche de policía, ganó un premio Sundance Ignite y fue nominada a un BAFTA. Su segundo cortometraje Fry-Up se proyectó en el BFI London Film Festival, Sundance y Berlinale. Su tercera película, Dodgy Dave, se proyectó en Toronto (TIFF) y BFI London. 
En 2017, Regan fue descubierta por la productora de Michael Fassbender, Finn McCool Films.  Luego filmó Scrapper, sobre una niña de 12 años que se reencuentra con su padre tras la muerte de su madre. Scrapper se estrenó en el Festival de Cine de Sundance 2023, donde ganó el Gran Premio del Jurado. 